# Neotrichia heleios
Neotrichia heleios är en nattsländeart som beskrevs av Oliver S. Flint Jr. 1968. Neotrichia heleios ingår i släktet Neotrichia och familjen smånattsländor. Inga underarter finns listade i Catalogue of Life.